# Rest (альбом)
Rest — пятый альбом французской музыкантки и актрисы Шарлотты Генсбур. Альбом был в основном спродюсирован французским электронным музыкантом SebastiAn и выпущен 17 ноября 2017 года лейблом Because Music. Это был её первый релиз за шесть лет, на нём представлены коллаборации с Полом Маккартни, Ги-Мануэлем де Омем-Кристо, Оуэном Паллеттом и другими. Треки «Rest» и «Deadly Valentine» были выпущены синглами, музыкальные видео на них сняла сама Генсбур.

## Рецензии критиков
| Совокупная оценка | Совокупная оценка |
| Источник          | Оценка            |
| ----------------- | ----------------- |
| AnyDecentMusic?   | 7.5/10            |
| Metacritic        | 80/100            |
| Оценки критиков   |                   |
| Источник          | Оценка            |
| AllMusic          | [ 4 ]             |
| The A.V. Club     | B+                |
| The Guardian      | [ 6 ]             |
| Mojo              | [ 7 ]             |
| The Observer      | [ 8 ]             |
| Pitchfork         | 8.7/10            |
| Q                 | [ 10 ]            |
| Rolling Stone     | [ 11 ]            |
| The Times         | [ 12 ]            |
| Uncut             | 8/10              |

Rest получил признание музыкальных критиков. Так, на Metacritic по итогам 22 обзоров альбом получил в среднем 80 баллов из 100, что указывает на «в целом положительные отзывы». Оливиа Хорн из Pitchfork наградила альбом званием «Лучший новый альбом».

## Список композиций
Все тексты песен — Шарлотта Генсбур; вся музыка сочинена SebastiAn; за исключением отмеченных.
| №                   | Название                                                                                       | Длительность |
| ------------------- | ---------------------------------------------------------------------------------------------- | ------------ |
| 1.                  | «Ring-a-Ring o' Roses»                                                                         | 4:28         |
| 2.                  | «Lying with You»                                                                               | 3:18         |
| 3.                  | «Kate»                                                                                         | 3:40         |
| 4.                  | «Deadly Valentine»                                                                             | 6:04         |
| 5.                  | «I'm a Lie»                                                                                    | 3:29         |
| 6.                  | «Rest» (текст песни написан Генсбур и Ги-Мануэлем де Омем-Кристо; музыка сочинена Омем-Кристо) | 3:38         |
| 7.                  | «Sylvia Says» (текст песни написан Генсбур и Сильвией Плат)                                    | 4:27         |
| 8.                  | «Songbird in a Cage» (написана Полом Маккартни)                                                | 4:32         |
| 9.                  | «Dans vos airs» (музыка сочинена Sebastian и Коннаном Хосфордом)                               | 3:33         |
| 10.                 | «Les Crocodiles» (музыка сочинена Sebastian и Коннаном Хосфордом)                              | 3:17         |
| 11.                 | «Les Oxalis»                                                                                   | 7:57         |
| Общая длительность: | Общая длительность:                                                                            | 46:23        |

## Участники записи
| Музыканты - Шарлотта Генсбур — вокальные партии - Sebastian — синтезатор (1, 2, 4, 7, 9–11), программирование ударных (1–5, 7–11), пианино (1–3, 9–11), клавесин (1, 7, 8, 10, 11), колокола (1, 7), орган (1), синт-бас (2–5, 7, 9, 10), Rhodes (2, 3, 5, 10, 11), бас-гитара (7, 10, 11), Wurlitzer (7), бэк-вокальные партии (7), гитары (9, 11), клавинет (11) - Эмиль Сорнин — гитары (1, 2, 5), Меллотрон (1, 2, 5), бас-гитара (1, 2, 5, 8, 9), клавинет (2, 5), клавесин (2), Philicorda (5, 8), Wurlitzer (5, 8), колокольчики (5, 8), шум (5, 8), перкуссия (5), тамбурин (8) - Alice Attal — бэк-вокальные партии (3) - Skyler Pierce Scher — бэк-вокальные партии (3) - Rachel Kay McCain — бэк-вокальные партии (3) - Elisabeth Sophia Seiple — бэк-вокальные партии (3) - Vincent Taeger — ударные (4, 8, 11) - Пол Маккартни — гитары (8), пианино (8), дополнительные ударные (8) Струнные и рожки - Sebastian — аранжировки - Оуэн Паллетт — аранжировки, дирижирование - Nadia Sirota — fixing, скрипка - Kabir Hermon — запись - Анна Elashvili — скрипка - Annaliesa Place — скрипка - Лора Lutzke — скрпика - Патрисия Kilroy — скрпика - Pauline Kim Harris — скрпика - Роб Moose — скрипка - Габриэль Cabezas — виолончель - Дэвид Нельсон — тромбон - Рэйчел Drehmann — Французский рожок | Технический персонал - Том Элмхирст — микширование (1–5, 7–11) - Джо Visciano — микширование (1–5, 7–11), инженер - Брэндон Буст — микширование (1–5, 7–11), инженер - Эрик Chedeville — микширование(6), инженер (6) - Sebastian — инженер - Эмиль Sornin — инженер - Julien Naudin — инженер - Antoine Poyeton — инженер - Дрю Браун — инженер - Фил Joly — инженер - Беатрис Artola — инженер - Joakim Bouaziz — инженер - Шас — инженер - Florian Lagatta — инженер (6) - Laury Chanty — ассистент инженера (6) - Chab (Antoine Chabert) — мастеринг Обложка - Collier Schorr — фотографии - Nathalie Canguilhem — креативный директор - Raphaël Garnier — графический дизайн |

## Хит-парады
| Хит-парад (2017-18)               | Высшая позиция |
| --------------------------------- | -------------- |
| Австрия (Ö3 Austria)              | 49             |
| Бельгия/Фландрия (Ultratop)       | 18             |
| Бельгия/Валлония (Ultratop)       | 9              |
| Канада (Canadian Albums Chart)    | 63             |
| Франция (SNEP)                    | 14             |
| Германия (Offizielle Top 100)     | 74             |
| Венгрия (MAHASZ)                  | 38             |
| Шотландия (Scottish Albums Chart) | 66             |
| Великобритания (UK Albums Chart)  | 89             |

| Хит-парад (2017)     | Позиция |
| -------------------- | ------- |
| French Albums (SNEP) | 156     |

| Хит-парад (2018)     | Позиция |
| -------------------- | ------- |
| French Albums (SNEP) | 188     |

## Сертификация
| Регион                                                       | Сертификация | Продажи |
| ------------------------------------------------------------ | ------------ | ------- |
| Франция (SNEP)                                               | Золотой      | 50 000  |
| * Данные о продажах приведены только на основе сертификации. |              |         |